# Chira simoni
Chira simoni är en spindelart som beskrevs av Galiano 1961. Chira simoni ingår i släktet Chira och familjen hoppspindlar. Inga underarter finns listade i Catalogue of Life.